# جين مرشح

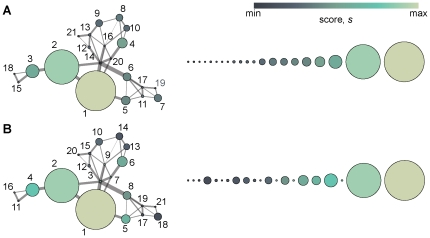

الجينات المرشَّحَة (ملاحظة 1) هي جينات تخضع للدراسة في مجال الترابط الجيني من أجل تحديد صلة الترابط بين التغير الجيني لجينات محددة (يجرى ترشيحها وفق معايير محددة) وبين الأنماط الظاهرية لحالات مرضية. يختلف أسلوب الدراسة هنا عن أسلوب دراسة الترابط الجينومي الكامل (GWAS)، والذي يقوم بمسح كامل الجينوم ثم ملاحظة التغيرات الجينية.
يتم ترشيح الجينات للدراسة بناءً على معرفة مسبقة للدور الوظيفي للجين المنتقى في الحالة أو الظاهرة المرضية المدروسة.

## هوامش
- ملاحظة 1 يقابلها باللغة الإنجليزية: Candidate gene